# Aérodrome de Gisborne
L'aérodrome de Gisborne (code IATA : GIS • code OACI : NZGS) est un aérodrome régional situé à Gisborne, en Nouvelle-Zélande.
Il a pour particularité partagée avec l'aérodrome de Manakara à Madagascar et l'aéroport international de Peshawar au Pakistan d'avoir une piste traversée par un chemin de fer.

## Situation
| \| 50 km1:2 365 000 \| Kapiti Auckland Wellington Chatham · Tuuta Christchurch Dunedin Gisborne Great Barrier Greymouth Hamilton Hokitika Invercargill Kaikoura Kaitaia Kerikeri Nelson New Plymouth North Shore Palmerston North Picton Queenstown Timaru Rotorua Stewart Takaka Taupo Tauranga Wanaka Westport Whakatane Whanganui Whangarei Whitianga Woodbourne |
| 50 km1:2 365 000 |

## Compagnies et destinations
| Compagnies      | Destinations                     |
| --------------- | -------------------------------- |
| Air Napier      | Napier (en)                      |
| Air New Zealand | Auckland, Wellington             |
| Sunair          | Hamilton, Rotorua, Tauranga (en) |